# 대한민국의 축제 목록
한국의 관광 사업을 위해 많은 새로운 축제가 만들어졌다. 주 5일 근무제로의 점진적인 변화와 더 많은 여가가 이러한 축제 활성화에 기여하고 있다. 2013년에는 전국에서 700개가 넘는 축제가 열렸으며, 이 숫자는 점점 더 늘어날 것으로 보인다.
한국인들은 대부분 1896년에 공식적으로 채택된 그레고리력을 사용한다. 하지만 전통 명절은 여전히 구력을 기준으로 사용하고 있다.

## 지역별

### 서울

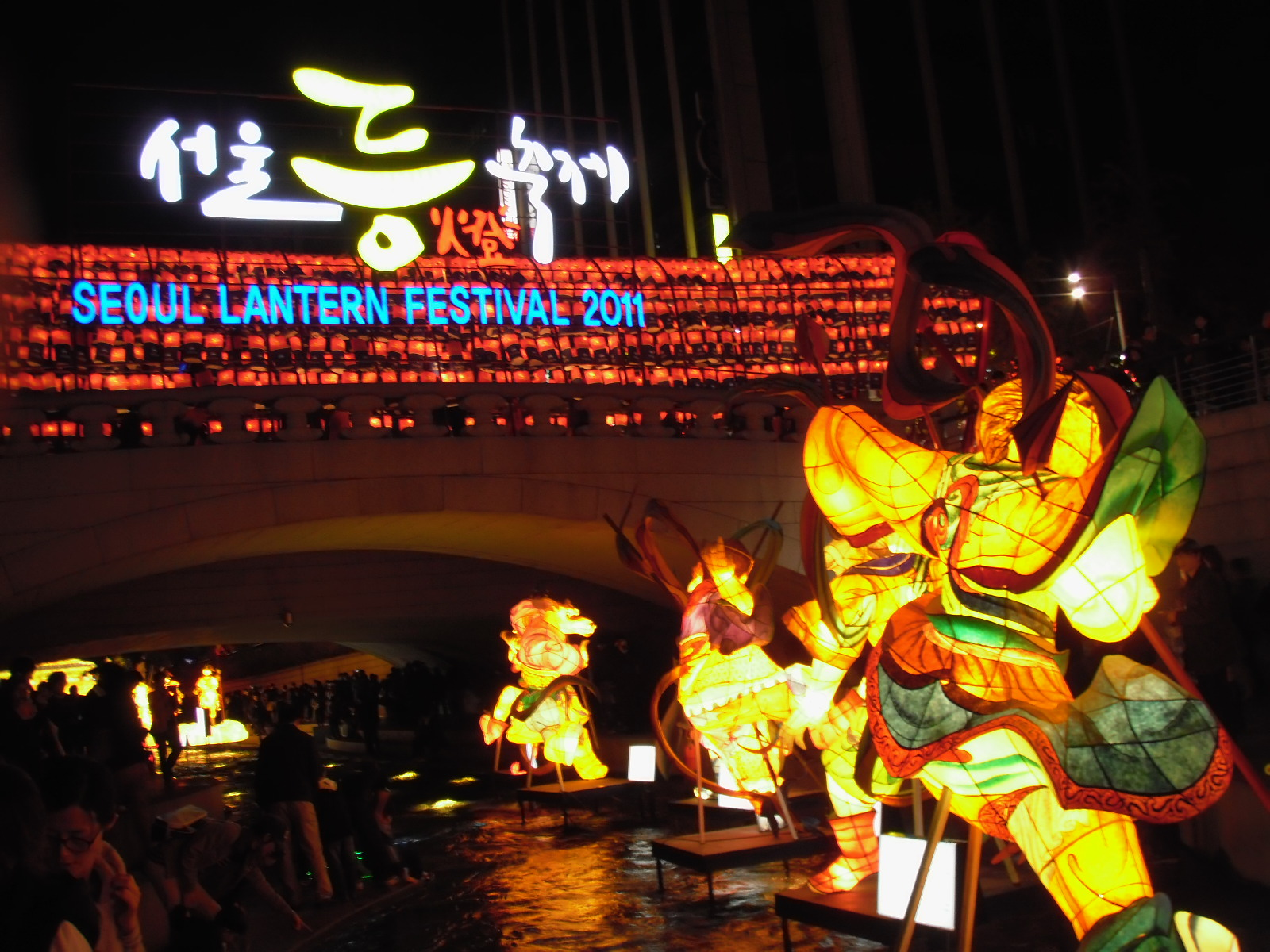
2011 서울빛초롱축제

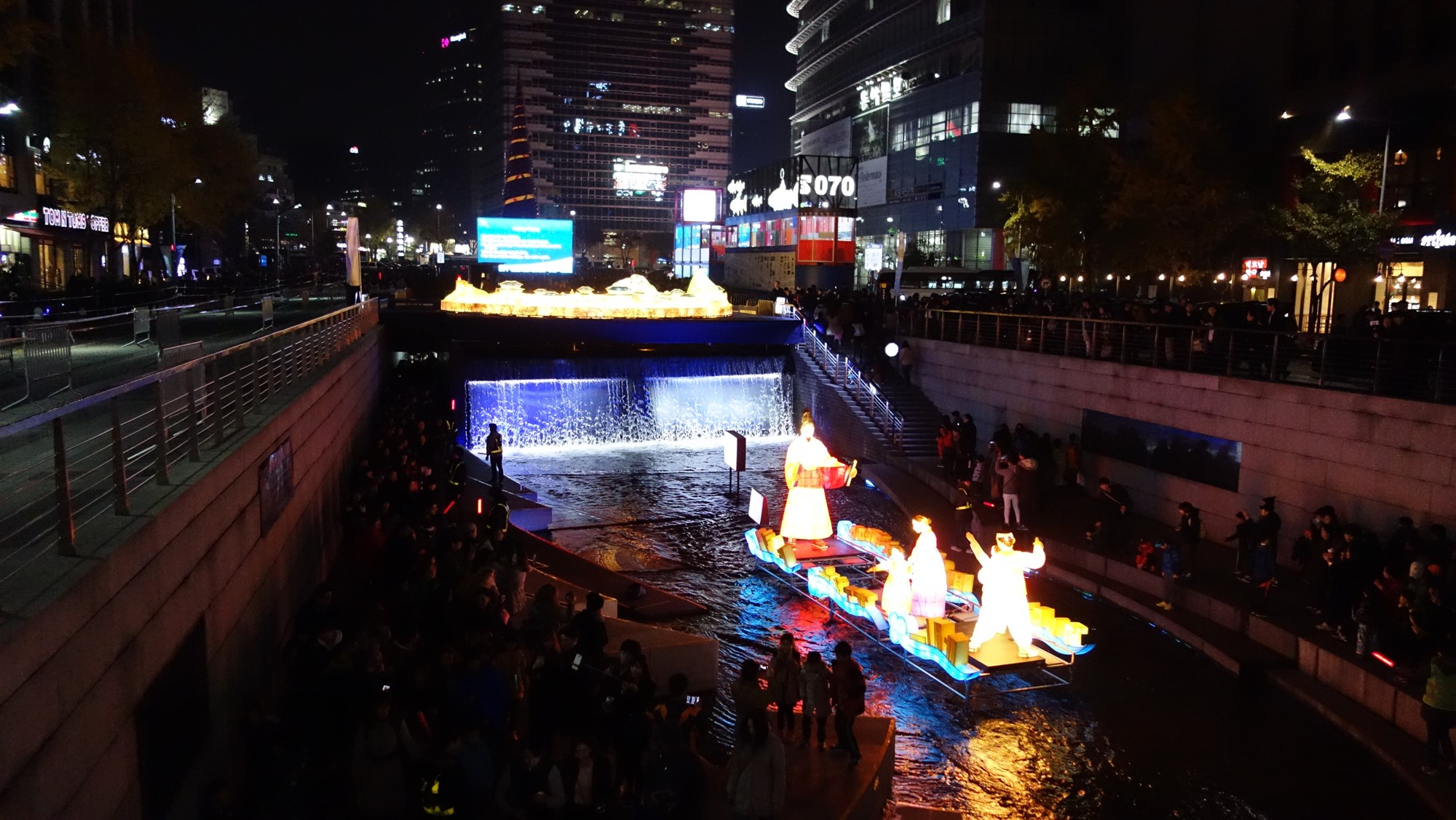
2014 축제, 등불 보트

서울빛초롱축제
- 장소: 청계천 주변[3], 서울 지하철 1호선 종각역 또는 서울 지하철 2호선 시청역으로 갈 수 있다.
- 날짜: 대략 11월 첫째 주부터 셋째 주까지
- 역사: 이 축제는 2009년에 서울에서 처음으로 청계천 복원과 함께 개최되었다. 12일 동안 52만명이 넘는 사람들이 이 축제를 찾았다. 이듬해인 2010년의 메인 테마는 '서울, 희망의 생명의 숲'이었다. 전년도에 비해 방문자 수가 4배로 증가했다. G20 서울 정상회담 참석하기 위해 한국을 방문했던 외신 기자들이 축제 현장을 취재했다. 어느정도 성공하자, 2011년에는 '서울 세계등축제'에서 '서울빛초롱축제'로 명칭을 바꾸고, '등불로 보는 서울의 과거 이야기'라는 주제로 다시 한 번 급성장하여 총 관람객 수가 24% 증가했다. 2012년의 메인 테마는 '서울의 뿌리와 한국 조상들의 일상을 엿보다'이었다.
- 다른 비슷한 축제: 진주 남강 유등축제[4]
- 특별 활동: 방문객들은 서울 성곽에 올라 희망등을 띄우고 전통등을 만들 수 있으며, 할인 프로모션을 통해 전통 한지등을 구매할 수 있다.[5]
- 공식 사이트: 사이트

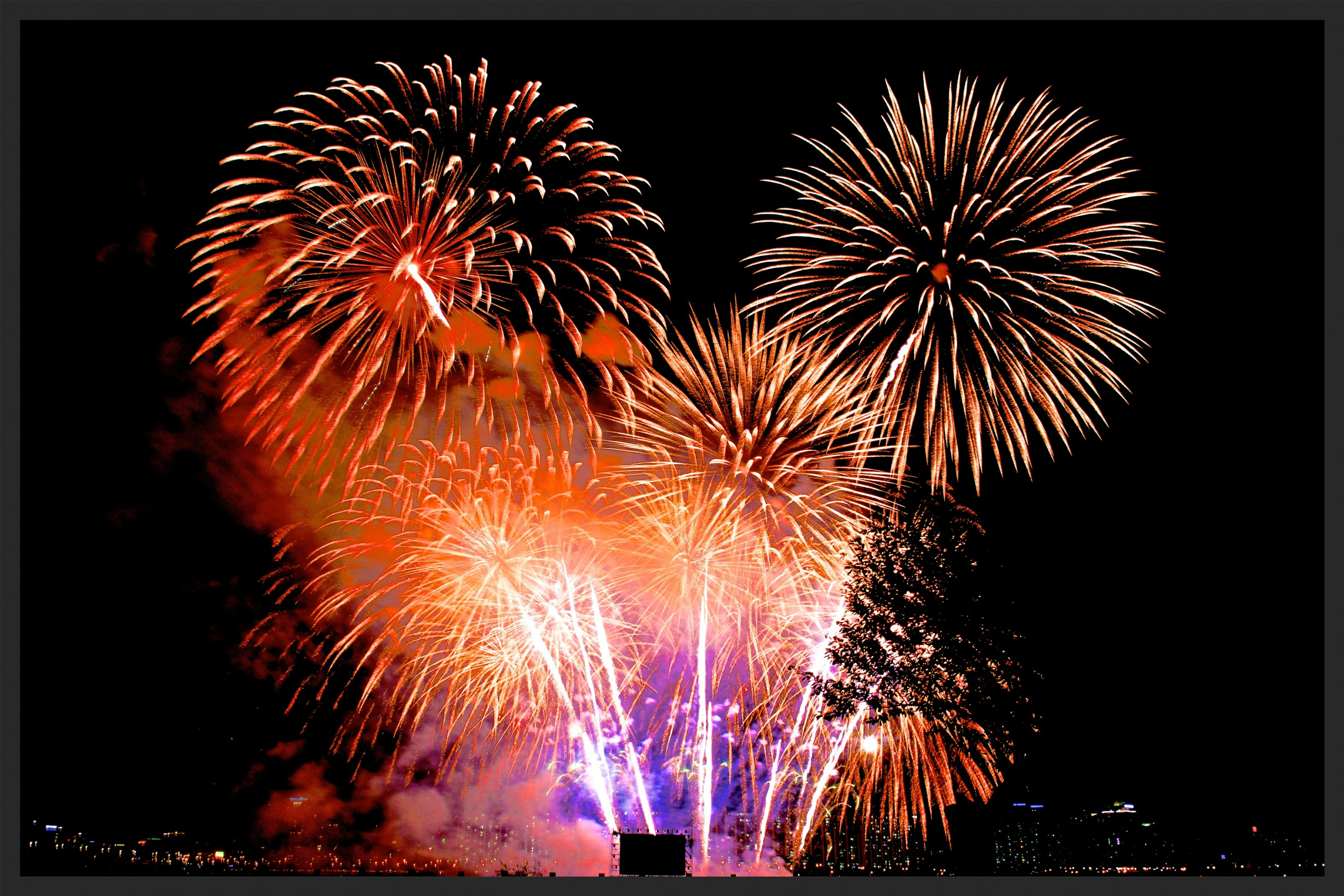
서울세계불꽃축제
- 장소: 여의도 한강공원[6]/ 지하철- 서울 지하철 5호선 여의나루역 1번출구
- 날짜: 10월 (2023 - 10.07/ 2022- 10.08)
- 역사: 이 축제는 2000년부터 매년 여의도에서 열렸으며, 2001년(미국 9/11 테러 공격), 2006년(북한 핵실험), 2009년(인플루엔자 A 바이러스 아형 H1N1에 대한 우려) 은 제외되었다. 2000년에 처음으로 4개국이 참가하여 개최되었다 : 한국, 미국, 일본, 중국 팀은 매주 토요일마다 각 팀별로 공연을 선보였다. 2002년 이 축제는 월드컵 공식 축제로 지정되어 호주, 미국, 일본, 중국, 이탈리아, 한국 등 5개국이 모두 참가했다. 2003년에는 한국, 호주, 일본, 중국이 참여했다. 2004년에는 호주, 한국, 중국, 이탈리아가 참가했다. 2005년에는 한국, 미국, 중국, 이탈리아가 참가했다. 2007년에는 한국, 미국, 일본 3개국만 참가했다. 2008년에는 한국과 홍콩 2개국만 참가했지만, 2010년에는 한국, 캐나다, 중국 3개국이 참가했다. 2011년에는 포르투갈이 한국과 일본에 합류했다. 가장 최근에는 2023년 한국, 중국, 폴란드가 참가했다.
- 다른 비슷한 축제: 부산 광안리에도 다른 불꽃 축제가 있다. (부산 불꽃 축제)
- 특별 활동: 방문객들은 가족이나 친구들과 함께 시작을 기다리는 동안 공원에서 피크닉을 즐길 수 있다.

한강여의도봄꽃축제

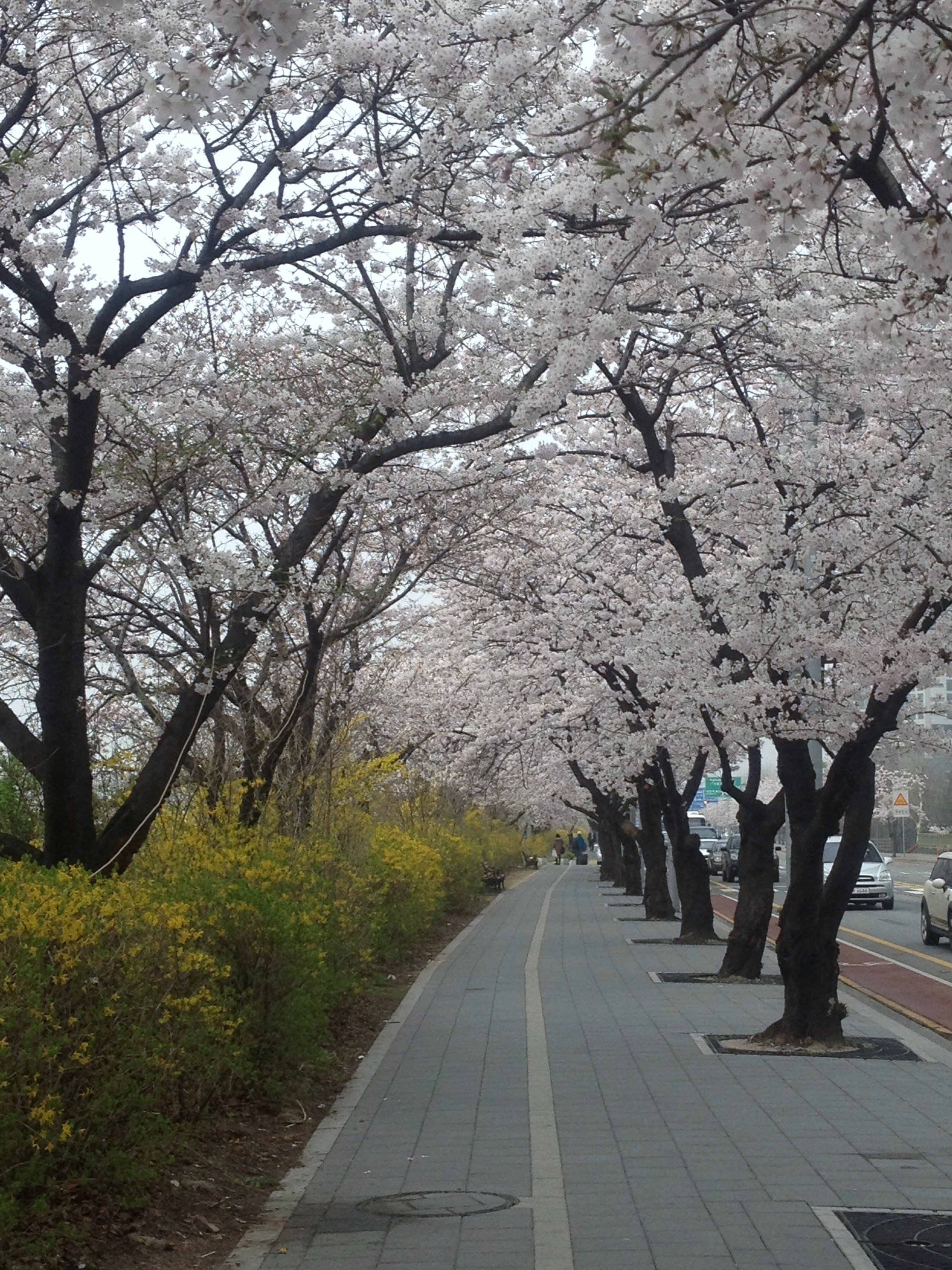
여의도 벚꽃축제

- 지역: 여의도 / 국회의사당 뒤편, 일명 윤중로. 서울 지하철 5호선 여의나루역, 서울 지하철 9호선 국회의사당역, 서울 지하철 2호선 당산역에서 이동 가능하다.
- 날짜: 벚꽃 개화 시기에 따라 대부분 4월 초 (2023 - 04.04~04.09)
- 역사: 2005년에 처음 시작된 이래 매년 4월 중순부터 말일까지 여의도에서 축제가 열린다.
- 다른 비슷한 축제: 한국에 여러 곳에 벚꽃이 심어졌기 때문에 한국에는 유사한 축제가 많다. 벚꽃의 기원은 논쟁의 여지가 있으며 일부는 일본에서 유래했다고 주장하지만 한국인은 현지 품종이 토종이라고 주장한다. 진해 군항제의 벚꽃 축제는 한국에서 가장 인기있는 꽃 축제 중 하나이다. 2013년 4월 진해에서 51번째 축제가 열렸다.
- 특별 활동: 노래 경연대회, 사진 전시회, 소규모 밴드 콘서트 등이 열린다.
- 공식 사이트:

서울억새축제
- 장소: 마포구에 위치한 월드컵 공원. 월드컵공원은 한국이 2002년 FIFA 월드컵을 준비하면서 2002년에 완공되었다. 원래는 서울의 쓰레기 매립지였지만, 공원과 경기장으로 용도가 변경되어 다양한 나무와 식물이 심어졌다. 축제는 서울 지하철 6호선 월드컵경기장역에서 내리면 갈 수 있다.

- 날짜: 매년 10월
- 역사: 이 축제는 공원이 만들어진 2002년부터 열리고 있다. 공원은 보통 일몰 이후에는 입장이 금지되지만, 축제 기간에는 오후 10시까지 입장할 수 있다.
- 다른 비슷한 축제: 화왕산 억새축제[7]
- 특별 활동: 공원 산책, 소규모 아마추어 색소폰 연주회 등이 있다.
- 공식 사이트: 사이트

### 경기도

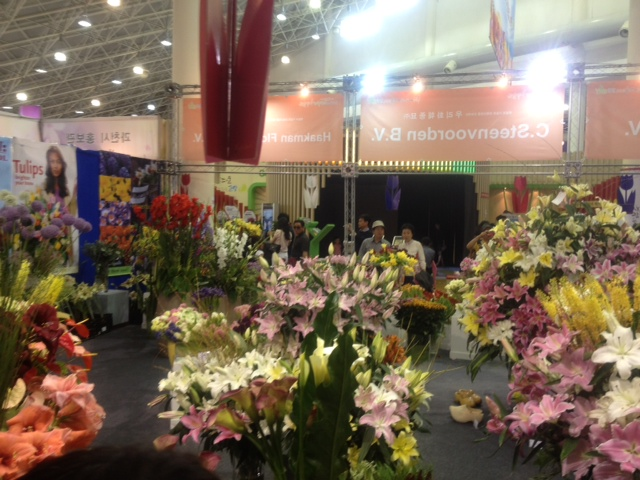
고양국제꽃박람회
- 지역/교통: 일산 호수공원/ 서울 지하철 3호선 정발산역
- 날짜: 3년마다 봄에 열림 (2023-04.27~05.08)
- 역사: 이 축제는 1997년에 개최되었다. 3년마다 다른 테마로 열리며 관광객들을 맞이한다. 첫번째 축제는 1997년으로, '꽃과 인간의 만남'이라는 주제로 열렸다. 이 축제에는 20개 이상의 국가가 참여했다. 두번째 축제는 2000년에 열렸으며 '인간과 꽃의 콜라보레이션'을 주제로 열렸다. 총 39개국이 이 축제에 참가했다. 세번째 축제는 2003년에 열렸으며 주제는 '인간을 꽃으로 피우다'였다. 이번 축제는 지난 축제에 비해 참가국이 2개 줄었다. 다음 축제는 2006년에 열렸으며 주제는 '꽃으로 하나 되는 세상'이었다. 당시 27개국이  참가했지만 한국에서는 100개 이상의 기업이 참가했다. 다섯 번째 축제는 2009년에 열렸다. 주제는 '온누리, 갓누리'로 '온 세상을 꽃으로'라는 뜻이다. 2009년에는 24개국이 참가했다. 가장 최근인 2012년에는 '세계 꽃 퍼레이드'를 주제로 축제가 열렸다. 합쳐보면, 총 40개 국가가 이 축제에 참여했다.
- 다른 비슷한 축제: 안면도 한국 플로리토피아
- 특별 활동: 이 축제에는 할 것이 많다. 수백 종의 꽃을 구경하는 것뿐만 아니라 관광객들은 합리적인 가격으로 꽃을 구입할 수 있다. 또한 나만의 꽃병을 만들거나 열쇠고리, 노트 등 꽃으로 엑세서리를 만들 수도 있다.
- 공식 사이트:

경기세계도자비엔날레
- 지역/교통: 경기 이천/ 서울에서 자가용 또는 고속버스 이용 / 주소: 경기도 이천시 관고동 389번지
- 날짜: 2014년에는 9월 28일터 11월 17일까지 개최된다. (51일간)
- 역사: 이 축제는 도자기 공장의 이름을 딴 다양한 '요-장'으로 27년째 이어져 오고 있다. 2010년 유네스코가 지정한 세계 창의 도시 중 하나이다.[8][9]20여 년 동안, 이 축제는 한국의 유명한 축제 중 하나가 되었다. 이천은 청동기 시대부터 다양한 종의 도자기를 만드는 마을이었다.[10] 이러한 이유로, 이 도시에 사는 사람들은 오랫동안 자연스럽게 도자기를 만들어왔다.
- 다른 비슷한 축제: 광주 왕실 도자기 축제[11]
- 특별 활동: 아이들은 도자기 제작 장인과 함께 나만의 도자기를 만들 수 있고 도자기용 흙을 가지고 놀수도 있다. 또한 관광객들은 주방 식기, 인테리어, 전시 등의 용도로 사용할 수 있는 도자기를 구입할 수 있다.
- 공식 사이트: 사이트

자라섬국제재즈페스티벌
- 지역/교통: 경기도 가평 자라섬
- 날짜: 2023 -10.07~10.09 (2~4일간 진행된다)
- 역사: 재즈 음악이 중심인 뮤직 페스티벌이다.
- 다른 비슷한 축제: 서울재즈페스티벌
- 특별 활동: 다양한 무료 공연도 즐길 수 있고, 먹거리 판매 부스도 있다.
- 공식 사이트: 사이트

### 충청남도
아산성웅이순신축제
- 지역/교통: 아산 이순신 종합 운동장
- 날짜: 2023 - 4/28-30
- 역사: 아시아 문화 관광 축제이다. 국가의 위기를 극복한 이순신의 위대한 업적을 기리기 위해 열리는 축제이다. 매년 이순신 장군의 탄신일 전후로 애국심을 고취하기 위해 열리는 행사다.
- 다른 비슷한 축제: 이순신 장군 탄신 기념 축제
- 특별 활동: 축하 콘서트, 퍼레이드, 병역판정검사 부활 퍼포먼스 등이 펼쳐진다.
- 공식 사이트: 사이트

부여서동연꽃축제
- 지역/교통: 부여군 서동공원 주변
- 날짜: 7/18~7/21
- 역사: 부영은 백제의 마지막 수도이다. 부여에서는 연꽃이 7월에 핀다. 선화공주와 훗날 무왕이 된 서동의 사랑을 기리기 위해 연꽃 축제가 열린다. 서동공원에서 개최된다. 다양한 연꽃이 어우러진 축제 풍경은 세상 어디에서도 볼 수 없는 아름다움을 자아낸다. '마래제방'이라는 곳에서도 과거의 흔적이 고스란히 남아있다. 그래서 사람들의 머릿속에 '마'를 팔았던 서동을 떠올리게 한다.
- 다른 비슷한 축제: 무안연꽃축제, 익산서동축제[12]
- 특별 활동: 큰 꽃의 그림 축제와 스케치 대회가 있다. 또한 이번 행사는 왕의 어가행렬을 재현하기 위해 노력했다. 전통 음악 공연과 뮤지컬 서동요의 갈라 콘서트도 있다.
- 공식 사이트: 사이트

보령머드축제

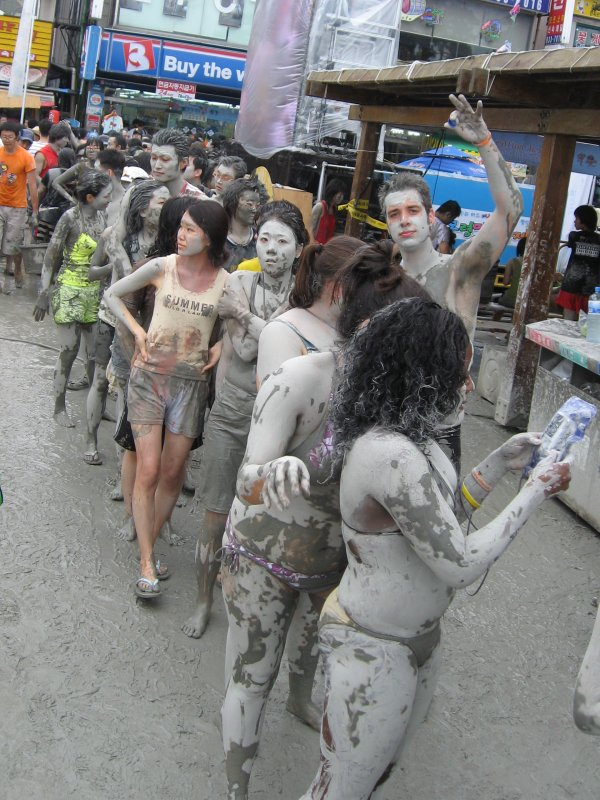
보령 머드 축제

- 지역/교통: 충남 보령의 대천해수욕장 주변
- 날짜: 2023 - 07/21~08/06
- 역사: 보령머드축제는 1966년 머드화장품 개발을 계기로 1998년에 처음 열렸다. 보령머드는 보령머드축제와 머드원료의 국내 생산으로 더욱 유명해졌다.
- 다른 비슷한 축제: 논풀 머드축제
- 특별 활동: 축제는 개막식, 기획행사(머드, 머드화장품), 체험행사로 나뉘어 진행된다. 체험 이벤트가 가장 큰 관심사이다. 머드 게임, 장애물 경주 등도 있다.
- 공식 사이트: 사이트

### 충청북도
청풍호 벚꽃축제
- 지역/교통: 충북 제천 청풍호 주변
- 날짜: 4/19~4/21
- 역사: 17년 전 시작된 역사 깊은 축제이다. 2008년 제천시는 '청풍호 이름 되찾기 운동'의 확산을 위해 이 축제의 명칭을 '청풍호 벚꽃축제'로 변경했다.
- 다른 비슷한 축제: 여의도벚꽃축제
- 특별 활동: 축제 기간 동안 전통 시장이 열린다. 향토 음식이 있다. 또한 농특산물 전시 및 판매 행사도 개최된다. 식전 공연, 체험 행사, 전시 행사, 중국 예술단 공연, 세계 춤 퍼레이드 등 다양한 볼거리와 체험 행사가 준비되어있다.
- 공식 사이트:

소백산 철쭉축제
- 지역/교통: 소백산 주변, 남한강변
- 날짜: 2023- 05.27 ~ 05.28
- 역사: 충주댐 건설로 인한 주민들의 아픈 마음을 치유하고, 충직한 철쭉으로 단양의 번영을 기원하기 위해 1983년 시작된 축제이다. 소백산철쭉제는 그로부터 2년이 지난 지금, 더 길고 다양한 행사, 더 많은 기간의 축제를 개최할 수 있는 기반을 다져왔다.
- 다른 비슷한 축제: 군포철쭉축제[13], 황매산철쭉제[14]
- 특별 활동: 강변 콘서트, 뮤지컬, 서커스, 하이킹 등, 별을 관측할 수 있고, 미인대회도 열린다.
- 공식 사이트: 사이트

### 강원특별자치도
얼음나라 화천 산천어 축제
- 지역/교통: 강원도 화천군 화천읍 화천천 일원 외 5개 읍-면 소재지
- 날짜: 2024-01.06 ~ 2024.01.28
- 역사: 화천 산천어 얼음 축제는 차가운 계곡 바람과 깨끗한 물로 전국에서 가장 빨리 얼음이 어는 지리적 특징을 가진 화천에서 '얼지 않는 마음, 잊지 못할 추억'이라는 슬로건 아래 매년 1월 개최된다.
- 다른 비슷한 축제: 쪽배 물 축제
- 특별 활동: 산천어 체험 프로그램, 눈과 얼음 체험 프로그램, 문화 및 이벤트 프로그램
- 공식 사이트: 사이트

족배축제
- 지역/교통: 강원도 화천군 붕어섬 외 5개 마을
- 날짜: 2011- 07.28~08.12
- 역사: 고려시대(918~1392년) 인천과 화천을 오가는 소금 운송로였던 남강나루라는 나룻배가 있었지만 댐으로 인해 물길이 막혀 지금은 이용할 수 없다. 이제는 화천의 나룻배와 배를 기억하는 사람은 아무도 없다. 쪽배물축제는 2003년부터 과거 소금 운반에 사용됐던 배의 모습을 재현하기 위해 시작됐다. 축제는 매년 7월 말부터 8월 초까지 열리며, 창작 쪽빼 만들기 대회, 계곡 하이킹, 가족 단위 농장 스테이 등 30여가지의 다양한 프로그램으로 진행된다.
- 다른 비슷한 축제: 화천산천어축제
- 특별 활동: 물 관련 프로그램, 창작 쪽배 만들기 대회, 야영객을 위한 캠핑, 계곡 하이킹, 가족을 위한 농장 스테이.
- 공식 사이트:

### 경상남도
진주남강유등축제
- 지역/교통: 진주시 남강 주변
- 날짜: 2023- 10.08 ~ 10.22
- 역사: 1592년 10월, 김시민 장군이 3800명의 부하와 함께 왜군 2만 명을 사살하며 민족의 자긍심을 고취시켰을 때, 등불은 군사 신호뿐만 아니라 군인과 가족 간의 통신 수단으로도 사용되었다. 1593년 6월 2차 공격으로 7천여 명의 시민과 관리, 군인이 희생된 이후 망자의 명복을 빌고 가정과 나라의 평화와 번영을 기원하는 의미로 개천예술제 기간에 유등을 띄우기 시작했다. 진주의 긴 역사를 반영하듯, 진주 남강 유등축제는 왕족과 소원의 상징으로 자리 잡았다.
- 다른 비슷한 축제: 서울연등축제[15]
- 특별 활동: 이 축제는 많은 이벤트로 구성되어 있다. 참가자들은 소원 등불을 걸고 강에 등불을 띄울 수 있다. 이 축제에서는 전통 민속 공예품과 창작 유등을 전시한다. 또한 유람선 탑승, 강변 불꽃놀이, 진주 전통 음식 체험등을 할 수 있다.
- 공식 사이트: 사이트

진해 군항제

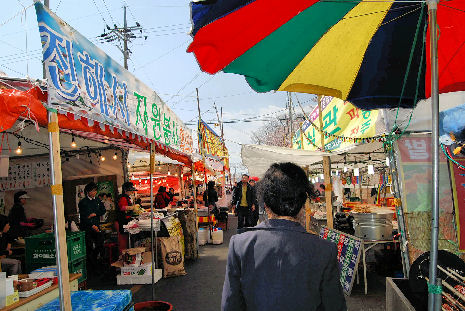
진해군항제

- 지역/교통: 창원시 진해구 중원로터리 주변
- 날짜: 2023-03.25~ 04.03
- 역사: 창원시는 1963년부터 이 축제를 개최했다. 1952년 충무공 이순신 장군의 복원로터리 동상 추모제를 지낸데서 유래한 이름이고, 해군항구축제는 항구와 해군기지의 합성어지만, 이 축제의 주 볼거리는 벚꽃이다. 이른 봄에 진해는 온통 벚꽃으로 뒤덮여있다.
- 다른 비슷한 축제: 경주벚꽃축제
- 특별 활동: 이 축제는 여러 지역에서 열린다. 중원로타리에서는 술 퍼포먼스와 팝 페스티벌이 열린다. 진해공설 운동장에서는 군악대&의장대 페스티벌이 있다. 진해 시민회관에서는 회원 전시회, 경연대회가 있다. 그리고 대회, 군사 기지 공개, 게릴라 공연이 있다.
- 공식 사이트: 사이트

하동야생차문화축제
- 지역/교통: 하동군 화개면, 악양면 일원
- 날짜: 2023- 05.04 ~ 06.03
- 역사: 하동은 한국의 녹차가 생산되는 대표적인 곳이다. 서기 828년 중국에서 신라로 전해진 하동 야생차는 수백 년에 걸쳐 하동 야생차의 우수성을 우수성을 인정 받았다. 이 장소는 자갈이 많고, 물길이 좋으며, 비옥한 땅, 높은 산과 깊은 계곡, 섬진강을 비롯한 작고 큰 강이 많고, 수확기의 일교차가 크며, 안개가 많기 때문에 높은 질의 하동 녹차를 생산할 수 있다. 이 모든 이유가 합쳐져 최고의 품질을 만들어낸다.
- 다른 비슷한 축제: 보성녹차축제[16]
- 특별 활동: 이 축제는 크게 3가지 행사(섬진강 달빛 차 이벤트, 대한민구 차 러버 대회, 보은 차 만남)로 구성된다. 커피 만들기, 도자기 만들기, 족욕, 마사지, 네일아트, 걷기 여행 등 다양한 체험 행사가 열린다. 또한 녹차 쇼, 심포지엄, 콘서트같은 공연 행사도 열린다. 또한 전시 프로그램(티 카페, 티 마켓)도 있다.
- 공식 사이트: 사이트 보관됨 2023-12-07 - 웨이백 머신

### 경상북도
청도 소싸움 축제
- 지역/교통: 경상북도 청도소싸움경기장
- 날짜: 2023- 04.14 ~ 04.16
- 역사: 원래는 1970년대부터 한국의 전통 놀이로 시작되었다. 80년대와 90년대에는 경상북도에 거주하는 마니아들 사이에서 열렸다. 마침내 1999년 이 축제는 전국적인 대규모 축제로 개최되었다. 그때부터 매년 이 축제가 열렸고, 한국에 거주하거나 한국에 체류하는 많은 사람들이 이 축제에 참여했다.
- 다른 비슷한 축제: 같은 테마의 축제는 없다. 하지만, 서울경마축제도 동물과 함께하는 멋진 축제이다.
- 특별 활동: 아이들을 위한 바우 색칠하기, 퍼즐 맞추기 등 체험이 있고, 소달구지 체험, 소 여물주기 체험, 전통 민속놀이 체험 등이 있다. 가수 축하 공연도 즐길 수 있다.
- 공식 사이트:

### 전라남도
광양국제매화축제
- 지역/교통: 광양시 전역(주행사장/다압면 매화마을 일원)
- 날짜: 2023-03.10~03.19
- 역사: 1997년에 처음 개최되었다. 2020년-2022년은 코로나로 인해 취소되었다. 이번 2023년 슬로건은 '광양은 봄, 다시 만나는 매화'이다.
- 다른 비슷한 축제:
- 특별 활동: 전시, 공연, 판매, 체험 프로그램 등이 있다. 매화 꽃길 걷기, 버스킹 공연 등이 있다.
- 공식 사이트: 사이트

### 전북특별자치도
전주 국제 영화제

전주국제영화제 바리케이드

- 지역/교통: 개/폐막식-전라북도 소리 예술 센터 모악홀. 영화는 메가박스 전주, CGV전주, 전주시네마타운, 전주 디지털 독립 시네마, 전북대학교 문화관 에서 상영된다.
- 날짜: 2023 -04.27~05.06
- 역사: 2000년에 처음 개최되었다. 전주의 모토는 동시대 영화 예술을 보이고, 독립/ 실험 영화 작품들을 소개하는 것이다. 미래 영화의 주역이 될 수 있는 재능을 발굴하고 창의적인 실험과 독립정신을 지지하며, 전 세계 영화 작가들이 만나고 연대하는 기회를 제공한다.
- 다른 비슷한 축제: 부산국제영화제
- 특별 활동: 아마추어 영화 제작자를 돕는 프로젝트 마켓도 영화제 현장 근처에서 열린다.
- 공식 사이트: 사이트

전주 세계 소리 축제
- 지역/교통: 한국소리문화의전당
- 날짜: 2023 - 09.15.~09.24
- 역사: 영국 세계 음악 잡지 '송라인즈'가 선정한 최고의 월드뮤직 페스티벌 25개 중 하나로, 2001년에 시작되어 2011년부터 세계 음악으로 확대되었다. '판소리'는 한국 전통 음악 형식 중 하나이다.
- 다른 비슷한 축제: 이 축제는 첫 한국 전통 음악 축제이다.
- 공식 사이트: 사이트

무주반딧불축제
- 지역/교통: 무주군

(등나무 무대(특설 무대), 반딧불 체육관, 예술&체육센터, 김환태 문화관 &최북 아트센터, 전통 공예품 판매장, 건강체험관, 진남 공원, 남대천, 반딧불이 랜드(천문 과학관), 반딧불이 서식지)
- 날짜: 2013.06.01~06.09
- 역사: 반딧불이는 깨끗한 자연의 지표이므로, 이 축제는 환경 정화를 기념한다.
- 다른 비슷한 축제: 개-폐막식, 문화&예술 행사, 민속문화 체험 프로그램, 환경 탐험, 체험형 행사, 상설 이벤트 등
- 특별 활동: 참여자들은 인공 공간이 아닌 실제 자연에서 반딧불이를 볼 수 있다.
- 공식 사이트: 사이트

### 제주도
성산일출축제
- 지역/교통: 제주도 성산
- 날짜: 한 해의 마지막 날
- 역사: 성산은 한국에서 일출 명소로 가장 유명한 곳 중 하나이다. 그 아름다운 풍경은 고려시대의 책에도 기록되어 있다.[17] 또한 매일 많은 방문객들이 일출을 보기 위해 이 작은 산을 오른다. 그래서 제주도는 새해 첫 일출을 보고싶어하는 방문객들을 위해 축제를 기획했다.
- 다른 비슷한 축제: 부산 해맞이 축제, 여수 향일암 해맞이 축제[18]
- 특별 활동: 참여자들은 일출을 감상할 수 있고, 해맞이 소원을 빌 수 있다.

## 지역별 축제 목록
2020년 10월 16일 기준 2020년도에 대한민국의 각 지방자치단체별로 개최된 축제 목록이다. 총 968개의 축제가 있다.
1. 서울특별시: 81개
2. 부산광역시: 45개
3. 대구광역시: 38개
4. 인천광역시: 19개
5. 광주광역시: 8개
6. 대전광역시: 8개
7. 울산광역시: 23개
8. 세종특별자치시: 2개
9. 경기도: 110개
10. 강원도: 97개
11. 강원특별자치도: (예정)
12. 충청북도: 40개
13. 충청남도: 98개
14. 전북특별자치도: 57개
15. 전라남도: 122개
16. 경상북도: 86개
17. 경상남도: 95개
18. 제주특별자치도: 39개

## 주제별
- 영화제
- 음악제

## 참고 사항
- 행사 참석하실 때, 항상 안전 사고에 유의하여, 운영하는 기관에 안전사고 예방을 위한 조치된다.
- 일부 범유행[20] 및 국가애도기간 한정 행사가 취소된다.[21][22]